# Sapromyza xenia
Sapromyza xenia är en tvåvingeart som beskrevs av Malloch 1935. Sapromyza xenia ingår i släktet Sapromyza och familjen lövflugor. Inga underarter finns listade i Catalogue of Life.